# André Reuzé
André Reuzé, parfois orthographié André Reuze, né le 14 octobre 1885 à Saint-Servan, en Ille-et-Vilaine, en France, et mort le 9 février 1949 à Villiers-sur-Morin, est un écrivain et un journaliste français, auteur de roman d'aventures et de roman policier. Il signe plusieurs de ses textes sous les pseudonymes Jacques Cézembre, Cyrille Valdi et Marin Beaugeard.

## Biographie
Il passe son adolescence au château de la Hersonnière, près de Merdrignac (22). 
En 1913, il publie son premier roman, Les Cinq Gentlemen maudits, adapté à trois reprises au cinéma, dont deux par Julien Duvivier avec, en 1931, Les Cinq Gentlemen maudits et, en 1932, sa version en allemand Die fünf verfluchten Gentlemen.
Auteur de nombreux romans d'aventures et romans policiers, il est également journaliste sportif suivant particulièrement le Tour de France de 1921 à 1927. Il publie en 1925 Le Tour de souffrance, où il dénonce le dopage (« la dynamite ») et une course truquée. C'est aussi dans le monde du cyclisme qu'il situe en 1932 son roman Le Champion fantôme que Régis Messac qualifie de « polar-sportif ou sportivo-polaresque ». L'action se déroule pendant le Tour du Maroc cycliste qui ne connut sa première édition qu'en 1927, cinq ans après la publication du roman.
Après-guerre, il scénarise pour le dessinateur de BD Marijac.
Il est également illustrateur.

## Œuvre

### Textes signés André Reuzé ou André Reuze
- Les Cinq Gentlemen maudits, Journal des voyages 2e série, [1913], réédition Les Cahiers du studio [1931]
- La Première Image, Fayard (1923)
- La Vénus d'Asnières ou Dans les ruines de Paris, Fayard (1924)
- Le Tour de souffrance, Fayard (1925)
- Le Trésor de "la Fulgurante", Éditions Ferenczi & fils, (1929)
- « Le Monstre sur la lande » (1929), rééd. in Fouilles archéobibliographiques (Bribes), Bibliogs (2017)
- « Prométhée noir » (1930), rééd. in Fouilles archéobibliographiques (Bribes), Bibliogs (2017)
- « “Ecce Homo” » (1930), rééd. in En attendant Robot… (De l’anthropomorphisme au mékanémorphisme), Bibliogs (2017)
- Le Revenant du Tertre-Feuillet, Excelsior (1935), Éditions Colbert, coll. « Le Mot de l'énigme » (1942), réédition Merdrignac (1991)  (ISBN 2-9506202-0-5)
- Le Véritable Robinson Crusoé, Éditions Grasset (1937), réédition Éditions Plaisir de Lire (1954)
- Deux Femmes pirates, Éditions Colbert, coll. « Mer et outre-mer » (1942)
- L'Inconnue du rempart, Éditions Colbert, coll. « Les Romans romanesques » (1945)
- L'Héroïne aux cent mousquets, Éditions de Marly (1946)

### Textes signés Jacques Cézembre
- Le Fantôme de l'Atlantique, Librairie Jules Tallandier, coll. « Le Livre national » no 102 (1926), réédition Taillandier, coll. « Les Chevaliers de l'Aventure » no 29 (1932) (d'abord publié sous forme de roman-feuilleton dans L'Écho d'Alger du 24 avril 1925 au 11 mai 1925)
- Les Nègres blonds de l'île Maudite, Librairie Jules Tallandier, coll. « Le Livre national » no 167 (1927), réédition Librairie Jules Tallandier, coll. « Les Chevaliers de l'Aventure » no 50 (1934)
- Le Champion fantôme, Librairie Jules Tallandier, coll. « Le Livre national » no 210 (1928), réédition Librairie Jules Tallandier, coll. « Les Chevaliers de l'Aventure » no 43 (1932)
- Robin, chasseur de fauves, Librairie Jules Tallandier, coll. « Le Livre national » no 288 (1929)
- L'Honneur du champion, Librairie Jules Tallandier, coll. « Le Livre national » no 374 (1931)
- « Une Très vieille histoire » (1936), rééd. in Fouilles archéobibliographiques (Bribes), Bibliogs (2017)
- Meurtre sans victime, Les Publications techniques, coll. « Vidocq » no 7 (1944)
- La Maison des pendus, Les Publications techniques, coll. « Vidocq » no 11 (1944)
- Perdu dans la brousse, Édition Selpa, coll. « Coq hardi » no 13 (1948)
- La Perle du Pacifique, Édition Selpa, coll. « Coq hardi » no 16 (1948)

### Textes signés Cyrille Valdi
- Les Prouesses de Francœur, Librairie Jules Tallandier (1932)
- « Une Cure miraculeuse » (1932), rééd. in Le Corps et l’Esprit (Inventeurs, médecins & savants fous), Bibliogs (2016)

## Filmographie
- 1920, Les Cinq Gentlemen maudits, film muet français réalisé par Luitz-Morat et Pierre Régnier, adaptation du roman éponyme
- 1931, Les Cinq Gentlemen maudits, film français réalisé par Julien Duvivier, adaptation du roman éponyme

## Sources
: document utilisé comme source pour la rédaction de cet article.
- Claude Mesplède (dir.), Dictionnaire des littératures policières, vol. 1 : A - I, Nantes, Joseph K, coll. « Temps noir », 2007, 1054 p. (ISBN 978-2-910686-44-4, OCLC 315873251, BNF 41162075), p. 388 (notice Jacques Cézembre)